# V672 Возничего
V672 Возничего (лат. V672 Aurigae) — двойная затменная переменная звезда типа W Большой Медведицы (EW) в созвездии Возничего на расстоянии (вычисленном из значения параллакса) приблизительно 12897 световых лет (около 3954 парсеков) от Солнца. Видимая звёздная величина звезды — от +18,23m до +17,77m. Орбитальный период — около 0,3958 суток (9,4992 часов).